# 奥贝奈
奥贝奈（法語：Obernai，法語發音：[obɛʁnɛ]；阿爾薩斯語：或Owernah），法国东北部城市，大东部大区下莱茵省的一个市镇，隶属于塞莱斯塔-埃尔什泰因区，其市镇面积为25.78平方公里，2022年1月1日时人口数量为12,303人，在法国城市中排名第865位。
奥贝奈位于下莱茵省南部，孚日山东麓的山前冲积平原上，中世纪末期曾为十城联盟成员，现代为一个区域性的中心城市。

## 地名来源
根据当地官方网站的论述，“奥贝奈”一名最初于公元778年以“Ehenheim”的形式被记载，该名称来源于日耳曼语，意为“恩河畔的村落”。“Ober”意为“上方、上游”，这一前缀自1242年起成为当地地名的一部分，以区分“Niederehnheim”，意为“恩河下游的村落”）。
奥贝奈的传统德语拼写为（上恩海姆），该名称在1871至1919以及1940至1945年间为当地的官方名称。在1793至1801年间，“奥贝奈”的拼写形式为“Obernay”，该名称转写自阿尔萨斯语形式“Owernah”。
因翻译标准不同，“Obernai”在部分汉语资料中又被译为奥贝尔奈。

## 历史

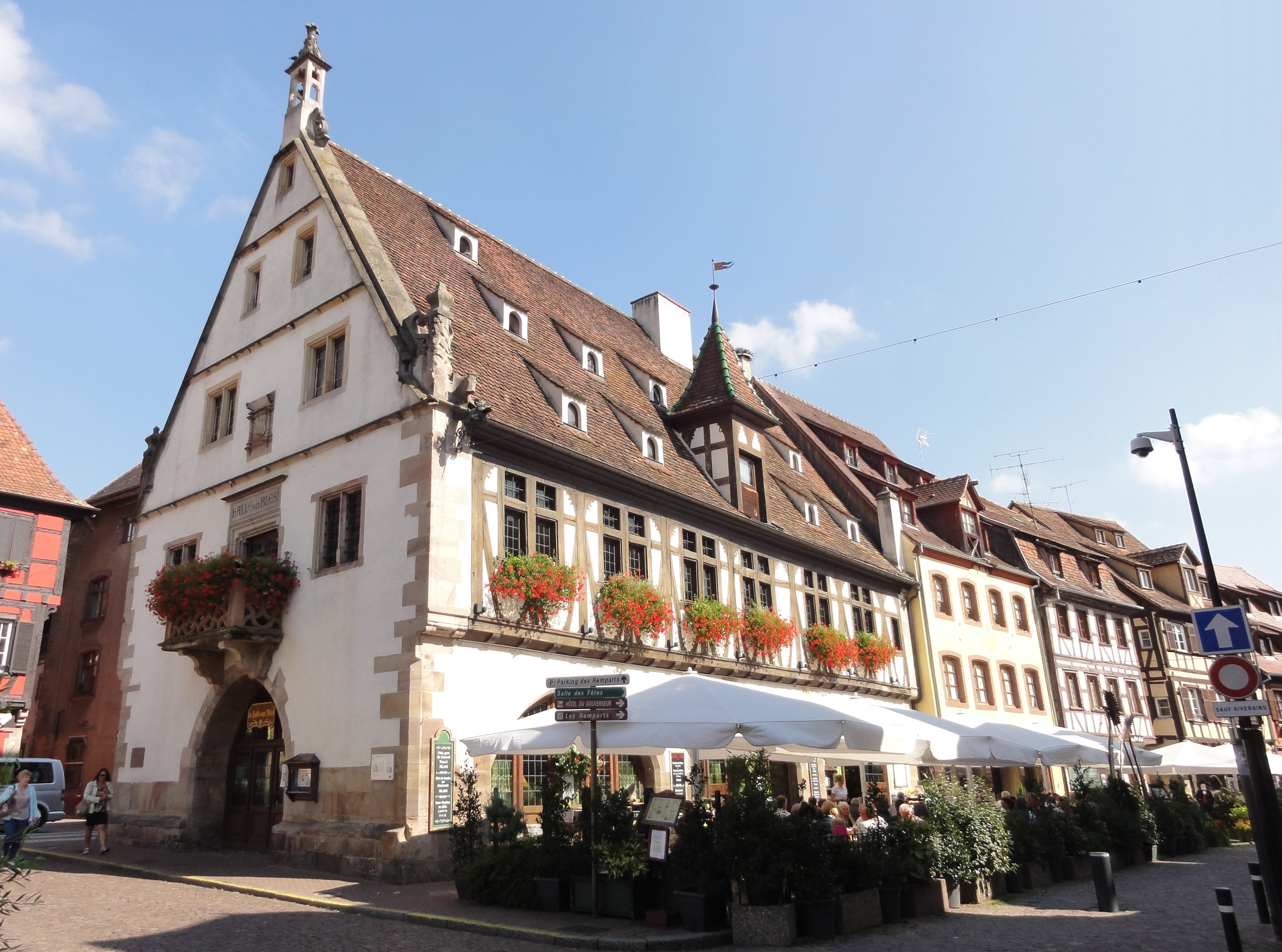
建于16世纪的小麦集市

奥贝奈境内发现有新石器时期的大墓地。罗马时期，奥贝奈为一处道路交汇点。中世纪初期，奥贝奈长期为阿尔萨斯公爵的一处领地，当地的最早记录出现于778年。公元11世纪起，奥贝奈成为霍恩堡修道院的一处领地，其道士在此修建特鲁滕豪森修道院，亨利六世曾在此举行王国会议。公元1240年，奥贝奈成为霍亨斯陶芬家族的一处直属领地，并于1281年获得自由贸易宪章。1354年起，奥贝奈成为十城联盟的成员，当地人口数量快速增加，兴建了市政厅、小麦集市、钟楼和水井。1679年，根据《尼美根條約》，十城联盟被解散，包括奥贝奈在内的多个城市被路易十四兼并，成为法兰西王国的领土，隶属于阿尔萨斯行省。法国大革命后，奥贝奈成为下莱茵省的一个市镇。1799年，奥贝奈的一部分被划出成为贝纳茨维莱尔。工业革命期间，途径奥贝奈的塞莱斯塔－萨韦尔讷铁路建成运营。二战后，随着斯特拉斯堡的城市扩张以及通勤列车的开行，奥贝奈人口数量逐年增加，成为一个区域性的中心市镇。2020年10月，奥贝奈境内的南欧街区（quartier Europe Sud）综合改造工程正式启动。

## 地理

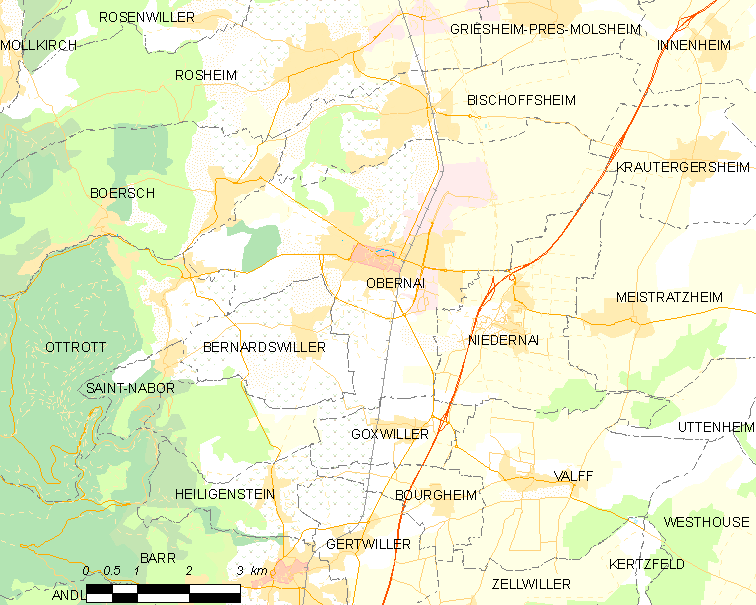
奥贝奈市镇范围地图

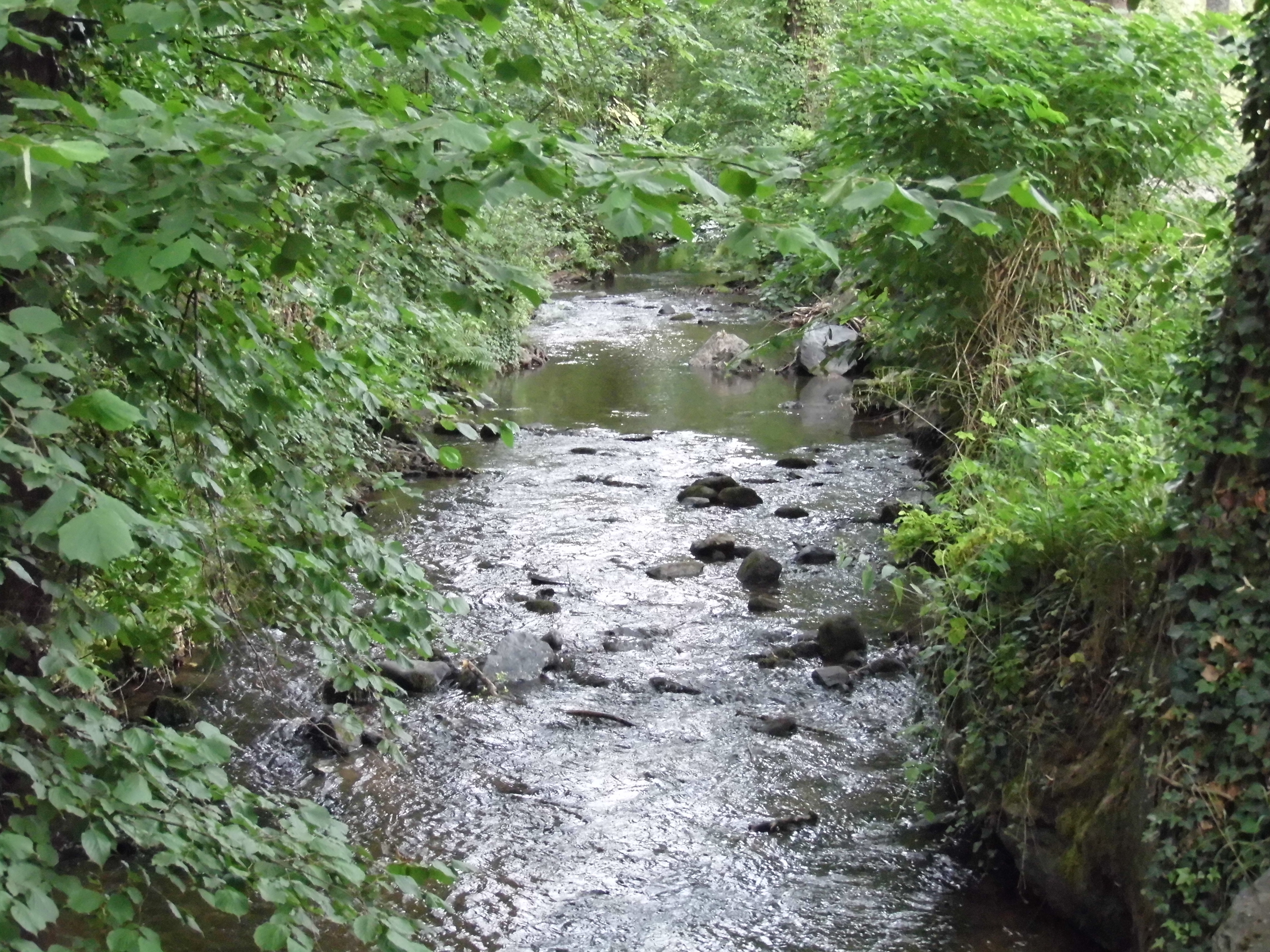
恩河

奥贝奈位于法国东北部，大东部大区东部偏北和下莱茵省南部，距离省会斯特拉斯堡大约29公里。与奥贝奈接壤的市镇包括：奥特罗特、巴尔、贝尔纳尔德斯维莱、比绍夫赛姆、伯尔什、戈克斯维莱尔、艾利根什泰因、克罗泰尔热尔桑、迈斯特拉蔡姆、尼代奈、圣纳博尔。

### 地形
奥贝奈位于阿尔萨斯平原与孚日山的过渡地带，境内以平原和丘陵为主，市镇中心地势较为平坦，西部为起伏明显的山地，其中部分区域被开辟为葡萄酒种植园，全境海拔在156到572米之间。

### 水文
奥贝奈属于莱茵河流域，其左岸二级支流恩河自西向东流经境内。

### 植被
奥贝奈属于温带阔叶混交林区，林地多分布于河流及水域附近，市区西侧的市政公园（Parc municipal）是当地主要的城市绿地。
在鲜花城市的评比中，奥贝奈被评为3星级鲜花城市。

### 气候
奥贝奈在柯本气候分类法中属于带有大陆性特征的温带海洋性气候。
距离奥贝奈最近的常年气象站位于斯特拉斯堡机场，以下为该气象站的数据：
| 斯特拉斯堡机场1981年－2019年 | 斯特拉斯堡机场1981年－2019年 | 斯特拉斯堡机场1981年－2019年 | 斯特拉斯堡机场1981年－2019年 | 斯特拉斯堡机场1981年－2019年 | 斯特拉斯堡机场1981年－2019年 | 斯特拉斯堡机场1981年－2019年 | 斯特拉斯堡机场1981年－2019年 | 斯特拉斯堡机场1981年－2019年 | 斯特拉斯堡机场1981年－2019年 | 斯特拉斯堡机场1981年－2019年 | 斯特拉斯堡机场1981年－2019年 | 斯特拉斯堡机场1981年－2019年 | 斯特拉斯堡机场1981年－2019年 |
| 月份                         | 1月                          | 2月                          | 3月                          | 4月                          | 5月                          | 6月                          | 7月                          | 8月                          | 9月                          | 10月                         | 11月                         | 12月                         | 全年                         |
| ---------------------------- | ---------------------------- | ---------------------------- | ---------------------------- | ---------------------------- | ---------------------------- | ---------------------------- | ---------------------------- | ---------------------------- | ---------------------------- | ---------------------------- | ---------------------------- | ---------------------------- | ---------------------------- |
| 历史最高温 °C（°F）          | 17.5 (63.5)                  | 21.1 (70.0)                  | 26.3 (79.3)                  | 30 (86)                      | 33.8 (92.8)                  | 38.8 (101.8)                 | 38.9 (102.0)                 | 38.7 (101.7)                 | 33.4 (92.1)                  | 29.1 (84.4)                  | 22.1 (71.8)                  | 18.3 (64.9)                  | 38.9 (102.0)                 |
| 平均高温 °C（°F）            | 4.5 (40.1)                   | 6.4 (43.5)                   | 11.4 (52.5)                  | 15.7 (60.3)                  | 20.2 (68.4)                  | 23.4 (74.1)                  | 25.7 (78.3)                  | 25.4 (77.7)                  | 21 (70)                      | 15.3 (59.5)                  | 8.8 (47.8)                   | 5.2 (41.4)                   | 15.3 (59.5)                  |
| 日均气温 °C（°F）            | 1.8 (35.2)                   | 2.9 (37.2)                   | 6.9 (44.4)                   | 10.5 (50.9)                  | 15 (59)                      | 18.1 (64.6)                  | 20.1 (68.2)                  | 19.7 (67.5)                  | 15.8 (60.4)                  | 11.2 (52.2)                  | 5.8 (42.4)                   | 2.8 (37.0)                   | 10.9 (51.6)                  |
| 平均低温 °C（°F）            | −0.8 (30.6)                  | −0.6 (30.9)                  | 2.5 (36.5)                   | 5.2 (41.4)                   | 9.8 (49.6)                   | 12.8 (55.0)                  | 14.5 (58.1)                  | 14.1 (57.4)                  | 10.6 (51.1)                  | 7.1 (44.8)                   | 2.8 (37.0)                   | 0.3 (32.5)                   | 6.5 (43.7)                   |
| 历史最低温 °C（°F）          | −23.9 (−11.0)                | −22.3 (−8.1)                 | −16.7 (1.9)                  | −5.6 (21.9)                  | −3.9 (25.0)                  | 1.1 (34.0)                   | 4.9 (40.8)                   | 4.8 (40.6)                   | −1.3 (29.7)                  | −7.6 (18.3)                  | −10.8 (12.6)                 | −23.4 (−10.1)                | −23.9 (−11.0)                |
| 平均降水量 mm（）            | 32.2 (1.27)                  | 34.5 (1.36)                  | 42.8 (1.69)                  | 45.9 (1.81)                  | 81.9 (3.22)                  | 71.6 (2.82)                  | 72.7 (2.86)                  | 61.4 (2.42)                  | 63.5 (2.50)                  | 61.5 (2.42)                  | 47 (1.9)                     | 50 (2.0)                     | 665 (26.2)                   |
| 月均日照時數                 | 58.1                         | 83.8                         | 134.8                        | 180                          | 202.5                        | 223.8                        | 228.6                        | 219.6                        | 164.5                        | 98.7                         | 55.3                         | 43.1                         | 1,692.8                      |
| 来源：infoclimat.fr          |                              |                              |                              |                              |                              |                              |                              |                              |                              |                              |                              |                              |                              |

## 行政区划
奥贝奈的市镇编号为67348，邮政编号为67210。
在行政管理方面，奥贝奈隶属于法国大东部大区下莱茵省塞莱斯塔-埃尔什泰因区；在地方选举方面，奥贝奈是奥贝奈县的中央投票站所在地，其市镇范围全境被划入下莱茵省第六选区；在社会管理方面，奥贝奈是圣奥迪尔地区市镇公共社区的办公驻地。
法国国家统计与经济研究所（简称）在进行数据统计时，将奥贝奈及相邻的贝纳茨维莱尔设为奥贝奈城市核心区，并将包括核心区在内的周边共258个市镇划为斯特拉斯堡城市区。自2020年起，斯特拉斯堡城市区被包含268个市镇的斯特拉斯堡城市辐射区代替。此外，还将奥贝奈市镇分为了5个“块区”（IRIS），以便于统计人口分布情况。

## 交通

### 公路
纵贯阿尔萨斯的A35高速公路经过奥贝奈东部并设有11.1号出入口连接市区，此外多条下莱茵省省道在奥贝奈境内交汇，大东部大区下属的城际客运提供巴士线路，可前往周边部分市镇。
| 巴黎-贝尔西门立交 | 507 |

| 里昂-佩拉什 | 467 |

| 斯特拉斯堡-城站 | 30 |

| 米卢斯 | 91 |

| 斯特拉斯堡 | 28 |

| 阿格诺 | 52 |

| 莫尔塞姆 | 11 |

| Illkirch-Gra. | 25 |

| 科尔马 | 47 |

| 塞莱斯塔 | 24 |

| 林戈尔赛姆 | 22 |

| 萨韦尔讷 | 43 |

| 梅斯 | 158 |

| 萨尔堡 | 69 |

| 孚日圣迪耶 | 67 |

| 拉翁莱塔普 | 65 |

2018年，75.7%的奥贝奈家庭拥有至少一辆私人汽车。2019年，奥贝奈境内共发生各类交通事故11起，造成1人遇难，11人受伤。

### 铁路

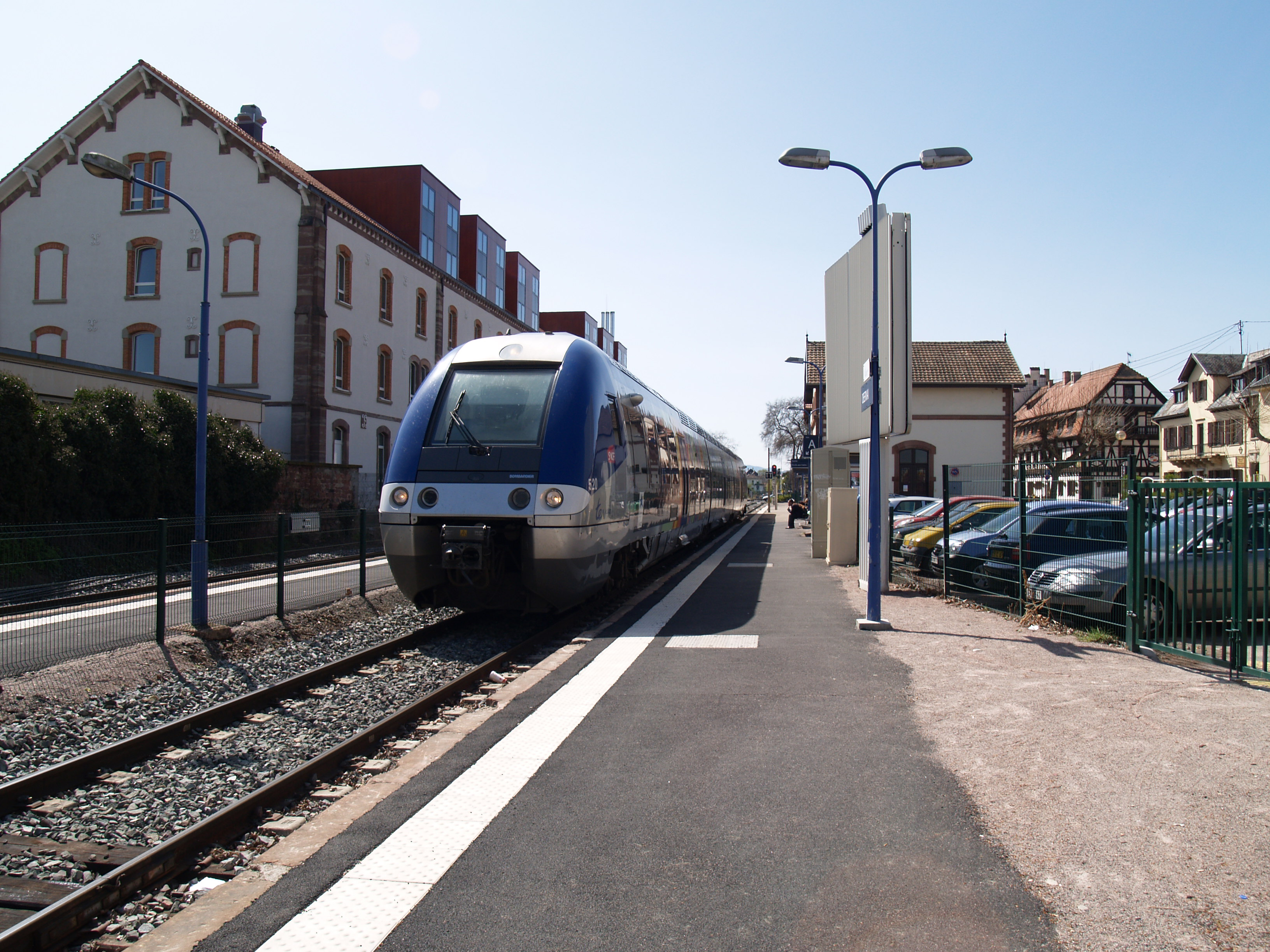
奥贝奈火车站站台

奥贝奈位于塞莱斯塔－萨韦尔讷铁路上，该铁路莫尔塞姆以北的路段已关闭。奥贝奈站位于市区东部，停靠往返于斯特拉斯堡和塞莱斯塔一线的区域列车，沿途停靠莫尔塞姆、林戈尔赛姆等地。

### 航空
距离奥贝奈最近的民用航空站为斯特拉斯堡机场，距离奥贝奈市中心的公路里程约25公里。

### 城市公共交通
奥贝奈城市公共交通（商业名称为）是当地的城市公共交通系统。截至2022年1月，该系统共包括两条常规公交线路和两条专线，路网覆盖了奥贝奈市区内的主要街道和居民区。

## 政治

### 市政内阁

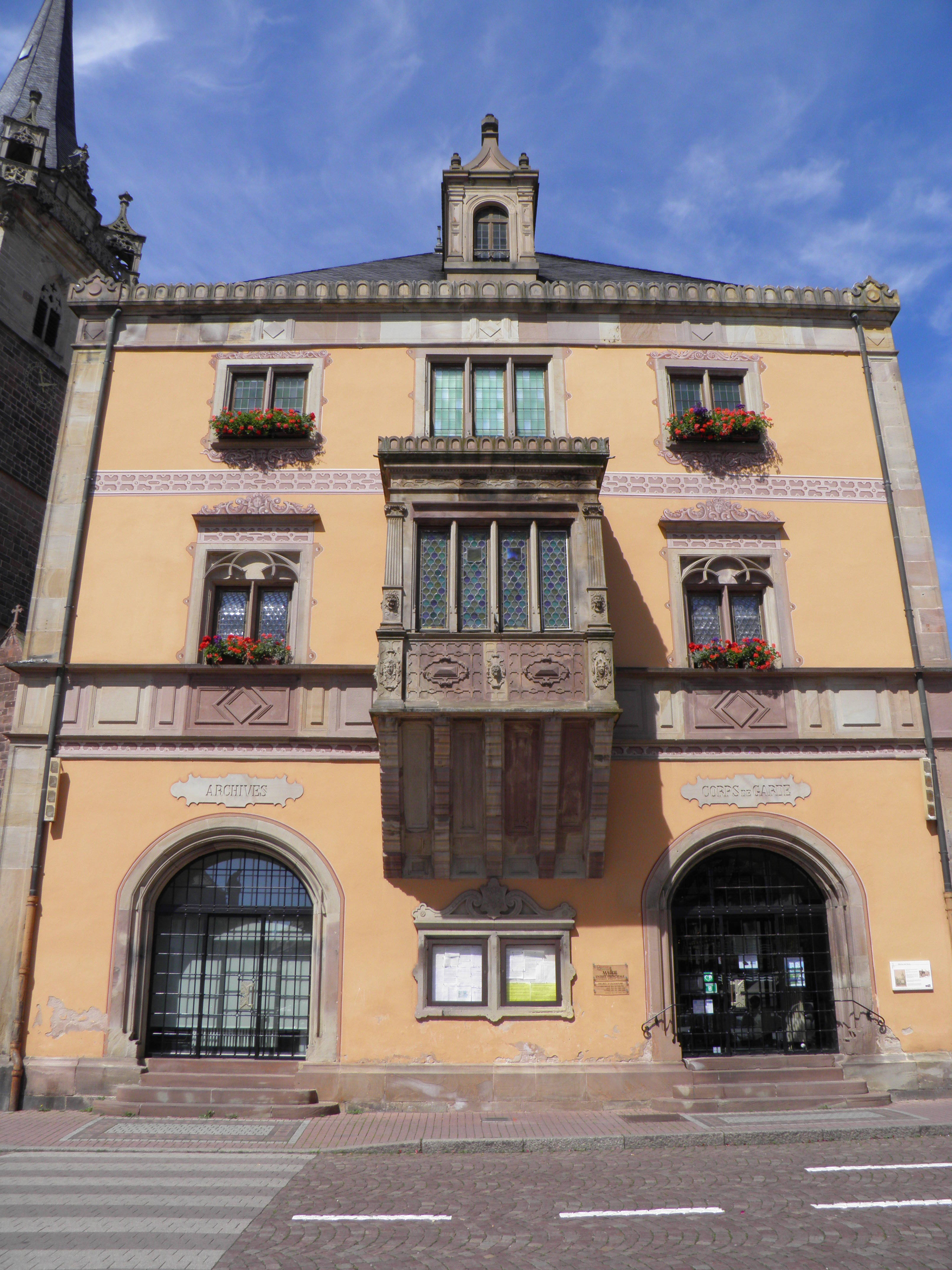
奥贝奈市政厅

奥贝奈的现任市长为贝尔纳·菲舍尔先生（Bernard Fischer），他是共和党的一名成员，在2020年的市政选举中获得了62.71%的支持率。
| 奥贝奈历届市长 |                               |                                            |
| 任期           | 市长                          | 党派                                       |
| 1945年－1971年 | Marcel Gillmann 马塞尔·吉尔曼 | MRP人民共和运动                            |
| 1971年－1973年 | René Dubs 勒内·迪布斯         | CD法国民主中心                             |
| 1973年－1977年 | Marcel Gillmann 马塞尔·吉尔曼 | CD法国民主中心                             |
| 1977年－1983年 | Hubert Eck 于贝尔·埃克        | DVD右翼无党派人士                          |
| 1983年－2001年 | Hugues Hartleyb 于格·哈特莱布 | DVD右翼无党派人士                          |
| 2001年－       | Bernard Fischer 贝尔纳·菲舍尔 | RPR保衛共和聯盟 →UMP人民运动联盟 →LR共和黨 |

### 各级选举
| 奥贝奈历届投票选举结果 |                  |              |                                        |          |              |                                        |            |          |
| 选举项目               | 选区单位         | 选举结果     | 选举结果                               | 选举结果 | 选举结果     | 选举结果                               | 选举结果   | 参考资料 |
| 选举项目               | 选区单位         | 第一轮胜出者 | 第一轮胜出者                           | 支持率   | 第二轮胜出者 | 第二轮胜出者                           | 支持率     | 参考资料 |
| 2017年法國總統選舉     | 奥贝奈市镇       |              | 弗朗索瓦·菲永                          | 26.55%   |              | 埃马纽埃尔·马克龙                      | 64.77%     | [ 29 ]   |
| 2017年法国立法选举     | 下莱茵省第六选区 |              | 居伊·萨洛蒙                            | 36.28%   |              | 洛朗·菲尔斯特                          | 56.78%     | [ 29 ]   |
| 2019年欧洲议会选举     | 奥贝奈市镇       |              | 复兴运动党                             | 28.83%   | （不适用）   | （不适用）                             | （不适用） | [ 29 ]   |
| 2021年法国省级选举     | 奥贝奈县         |              | 罗比内·克洛斯 纳塔莉·卡尔滕巴赫-恩斯特 | 47.65%   |              | 罗比内·克洛斯 纳塔莉·卡尔滕巴赫-恩斯特 | 70.8%      | [ 30 ]   |
| 2021年法国大区选举     | 奥贝奈市镇       |              | 让·罗特纳                              | 36.45%   |              | 让·罗特纳                              | 45.12%     | [ 31 ]   |

## 人口
2018年，奥贝奈市镇人口数量为11,350，在法国排名第865位。其中男性5,447人，女性5,903人，75岁及以上人口占9.8%，外籍人口数量为2,418人，人口密度为441人/平方公里，当地居民被称为（男性）或（女性）。2019年，奥贝奈境内出生119人，死亡人口108人。
| 年份   | 1936  | 1946  | 1954  | 1962  | 1968  | 1975  | 1982  | 1990  | 1999   | 2006   | 2011   | 2016   | 2019   |
| ------ | ----- | ----- | ----- | ----- | ----- | ----- | ----- | ----- | ------ | ------ | ------ | ------ | ------ |
| 人口數 | 4,094 | 4,336 | 4,389 | 4,534 | 6,302 | 7,898 | 8,907 | 9,610 | 10,471 | 11,009 | 10,689 | 10,953 | 11,765 |

## 经济

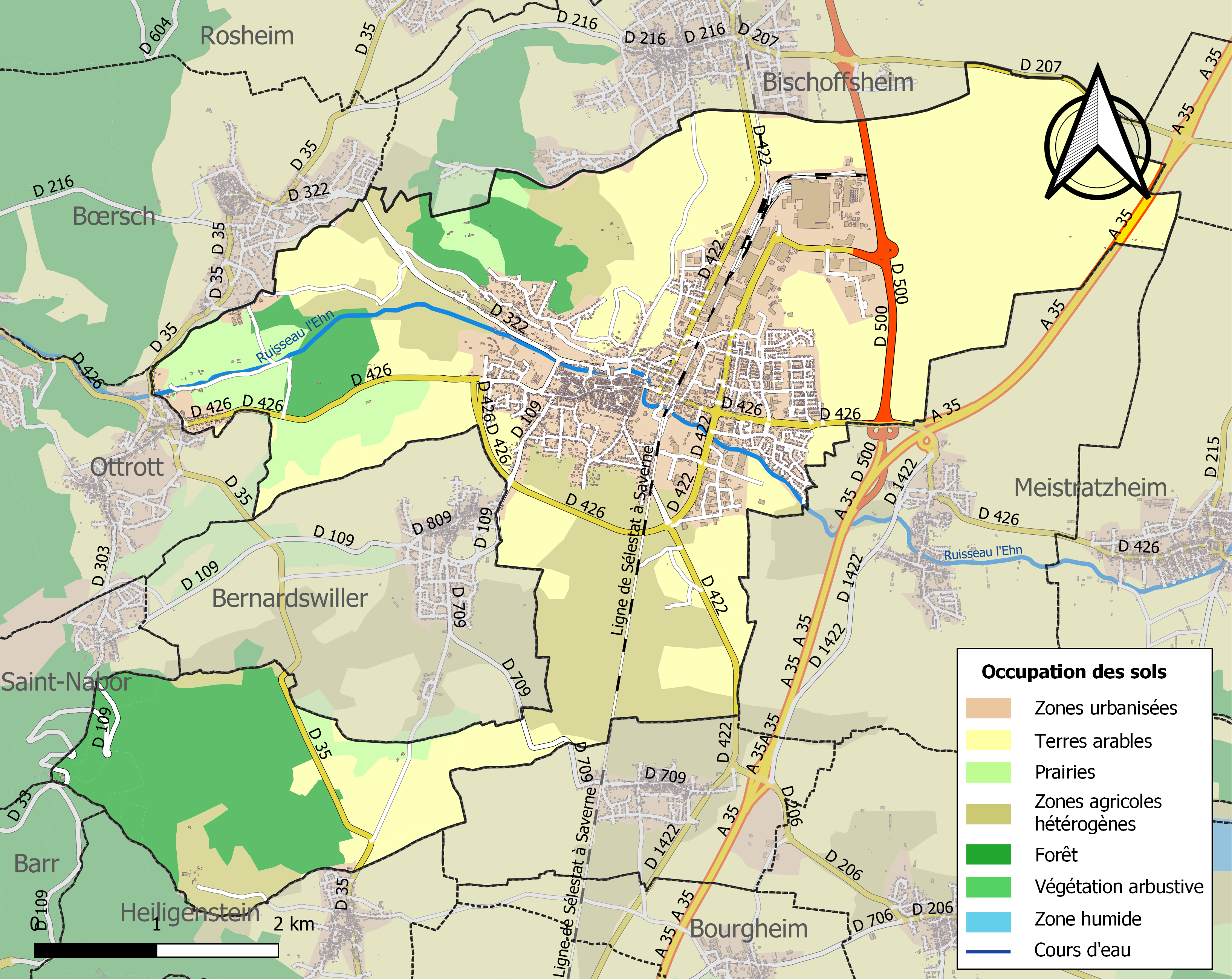
奥贝奈土地利用情况地图

奥贝奈是一个区域性的中心城市。截止2022年1月，奥贝奈市镇范围内共有各类用人单位（包含自雇）2,078家，平均历史为15年，其中98.05%为中小型企业（PME）。（饮料批发）、（电子元件生产）及（电气销售）是当地2020年营业额最高的三个企业，分别为844,003,062欧元、476,430,011欧元和281,144,234欧元。

## 财政与居民收入
2020年，奥贝奈的财政收入总额为18,128,700欧元，财政支出总额为13,162,200欧元，当年的债务总额为7,624,310欧元。2021年，奥贝奈共获得136,568欧元的国家财政补助，比上一年减少了62.48%。
2019年，奥贝奈的人均月收入总额为2,387欧元，其中高级职员为4,061欧元，低于法国平均水平（4,230欧元）；中级职员为2,395欧元，低于法国平均水平（2,411欧元）；普通职员为1,722欧元，亦低于法国平均水平（1,740欧元）。
2018年，奥贝奈境内的青壮年（15至64岁）失业率为10%，当地58%的家庭拥有纳税资格，平均纳税4,098欧元，高于法国平均水平（3,910欧元）。

## 社会事务

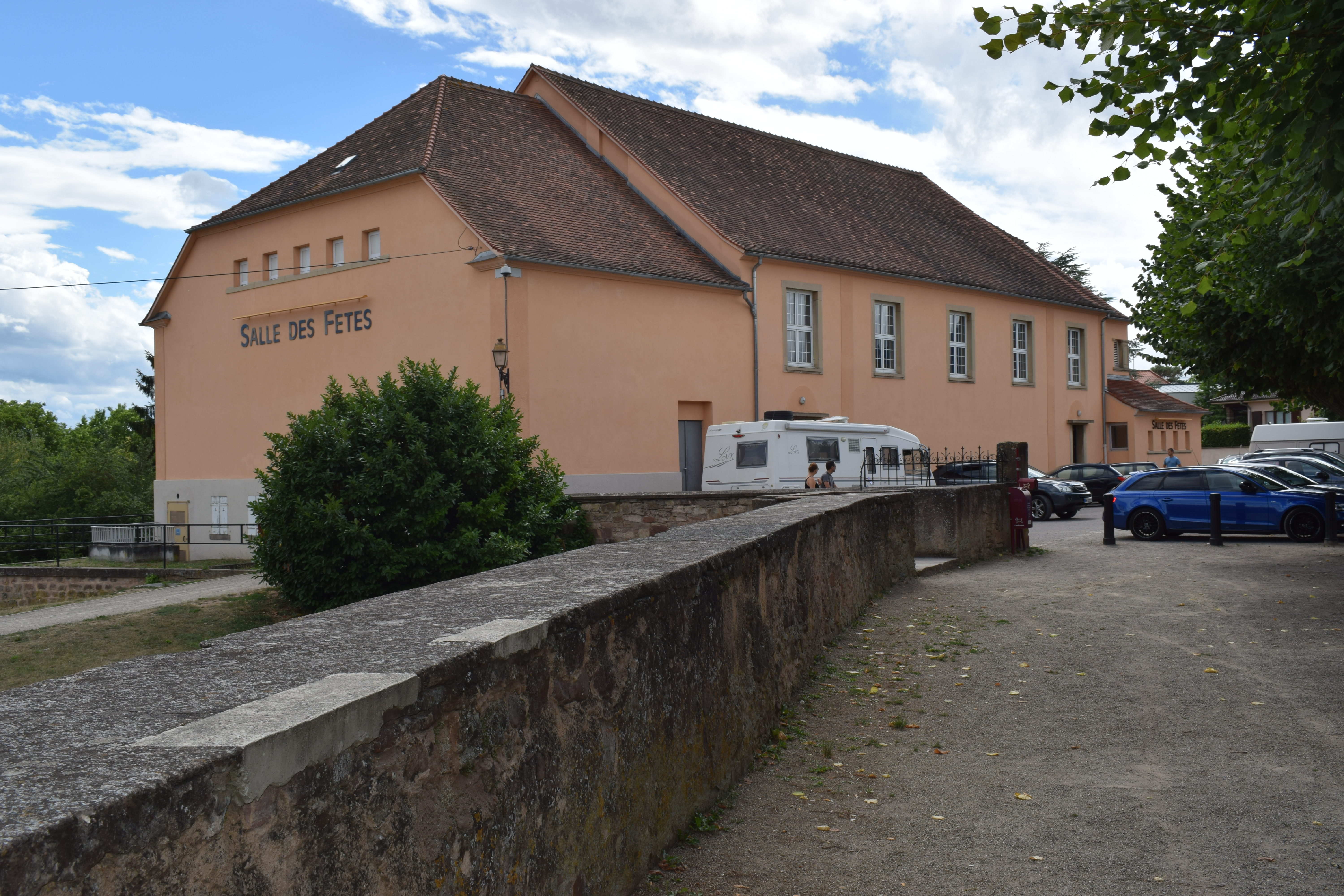
奥贝奈文化活动中心

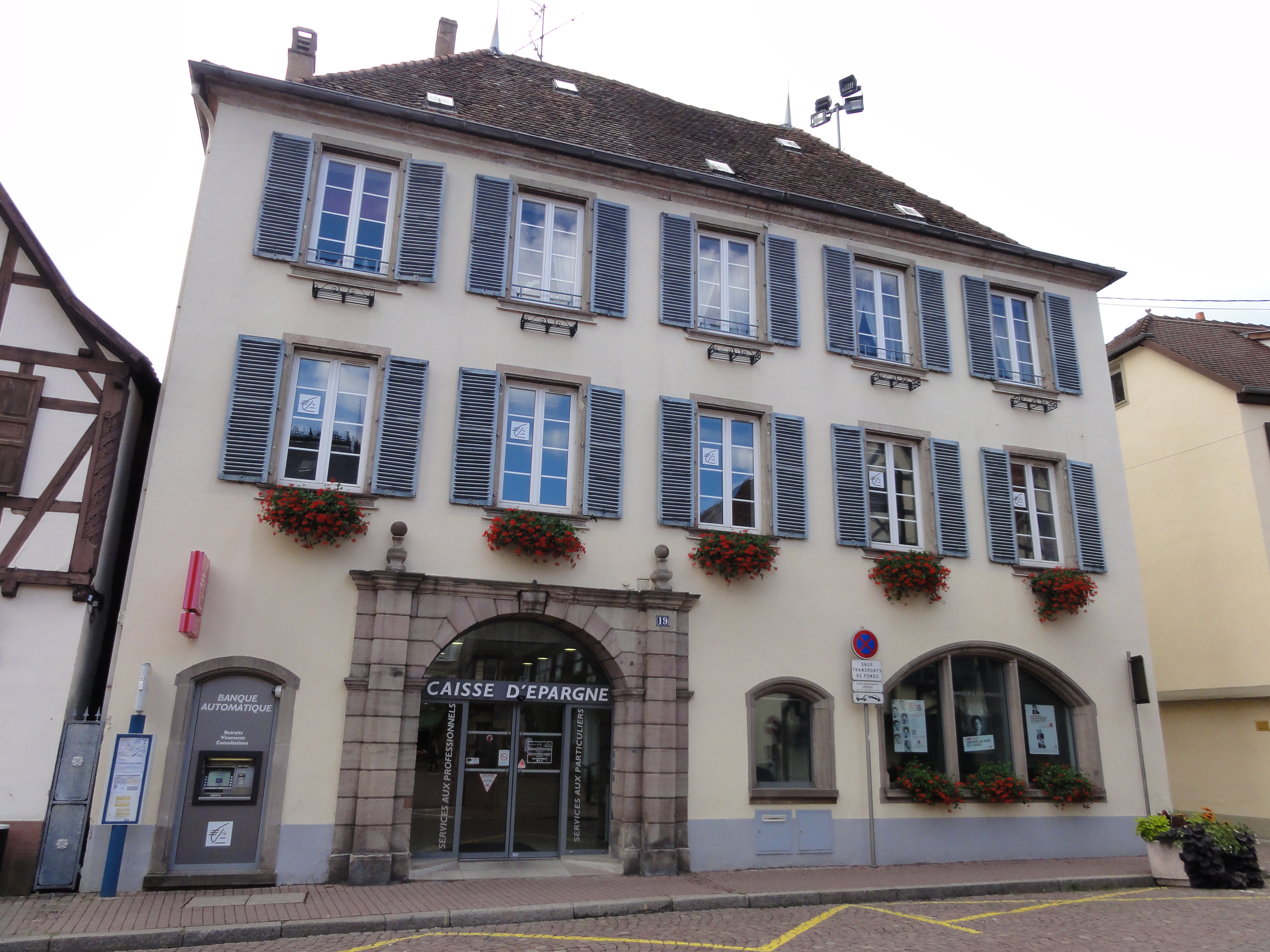
奥贝奈市区的一家储蓄银行

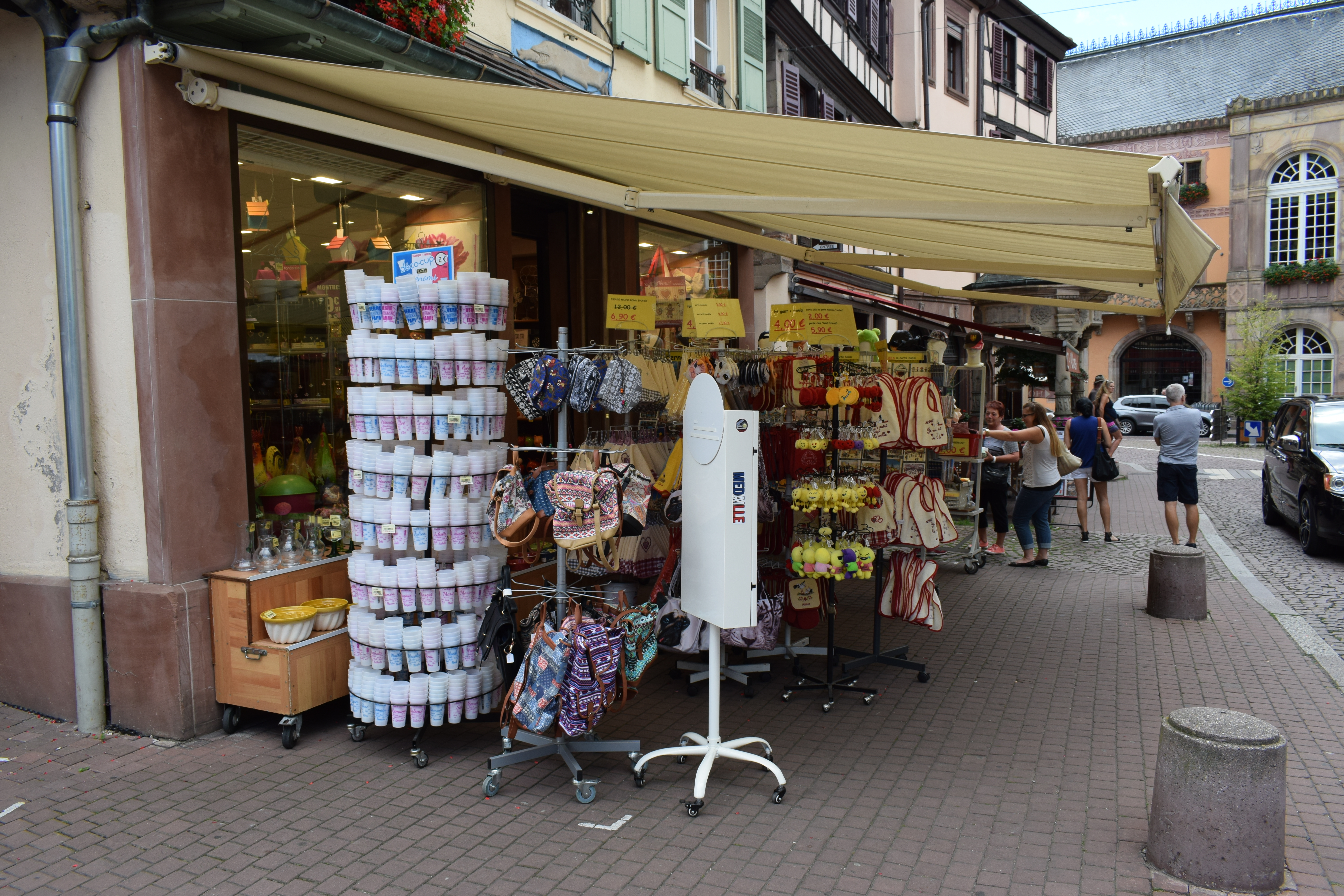
奥贝奈市中心的商铺

### 教育
奥贝奈属于斯特拉斯堡学区。截止2020年1月1日，奥贝奈境内共有1所幼儿园、3所小学、2所初级中学、1所普通高中、1所农业高中和1所职业高中。2018至2019学年度，奥贝奈境内共有在校中等教育阶段学生1,701名。

### 医疗
截止2020年1月1日，奥贝奈境内共有全科医生19名、保健师28名、牙医16名、护士19名、耳科医生3名、眼科医生3名、皮肤科医生2名、助产士4名、儿科医生2名和妇科医生2名。境内共有药房4家、养老院1家。
距离奥贝奈最近的区域性医疗机构为罗赛姆中心医院（Centre Hospitalier de Rosheim），其主病区位于罗赛姆市区，距离奥贝奈的正常车程在10分钟以内，该院设有床位110个，是当地规模最大的公立综合性医院。

### 住房
2018年，奥贝奈境内共有各类住房6,336套，其中32.8%为独立式居民区，64.5%为集中式居民区。常住房屋占奥贝奈市镇范围内居民建筑总量的87%。
在住房保障政策方面，2020年，奥贝奈境内共有850户家庭获得了住房经济补助，受益人数占总人口数量的7.5%，其中811份为房租补助。

### 商业
2019年，奥贝奈境内共有各类实体商铺384家，其中餐厅67家、大型超市5家、杂货店4家、面包房19家、肉铺3家、书店2家、装饰品店2家、银行门店9家、美容美发店21家、汽车维修店32家。市区东北部建有开放式商业街区，有欧尚及E. Leclerc超市。

### 体育
2020年，奥贝奈境内共有1家游泳池、7间体育馆、1座综合体育场、11处网球场、1处马术场、2处足球或橄榄球场以及1处篮球或排球场。
截至2022年1月，奥贝奈联合体育足球俱乐部（Football Club Sports Reunis Obernai，编号503950）是当地的唯一的注册足球队，2021至2022赛季参加大东部大区足球联赛。

### 环境
奥贝奈的环境事务由其所属的圣奥迪尔地区市镇公共社区负责。2019年，奥贝奈境内共有5家污染企业。

### 治安
2019年，奥贝奈市镇范围内有1处宪兵队。
奥贝奈所在地是莫尔塞姆宪兵总队的管辖范围。2020年，该宪兵总队辖区内共79个市镇累计发生各类案件2,830起，其中盗窃类案件1,286起，经济类案件509起，毒品交易类案件121起。

## 文化
2020年，奥贝奈境内共有1家剧场、1家电影院和1家音乐厅。奥贝奈市政府提供多媒体中心，向公众全年开放。

### 建筑
奥贝奈境内有多处历史建筑，其中法国国家文物保护单位包括小教堂塔、圣伯多禄和保罗教堂等。

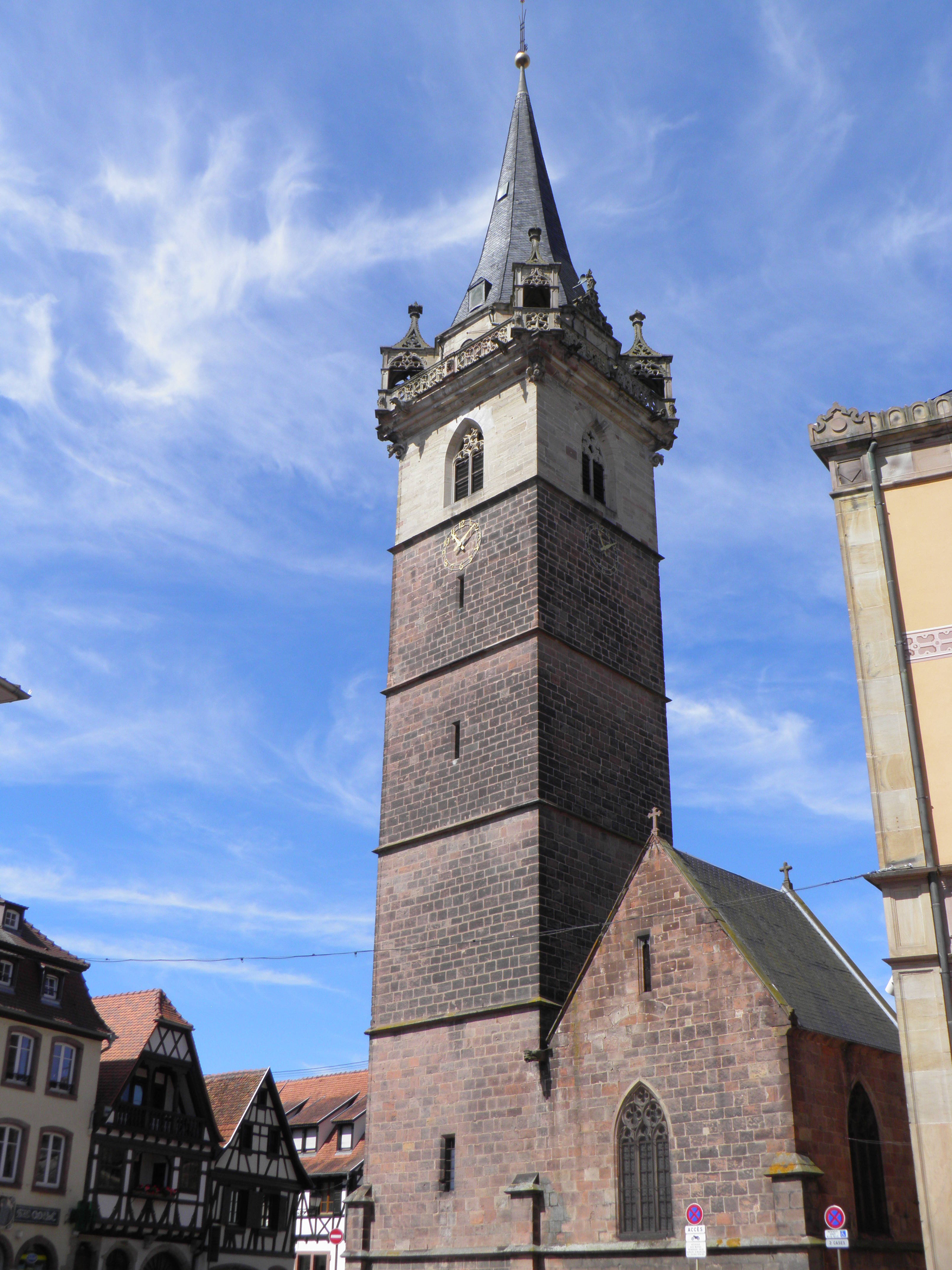
小教堂塔（法语：Kappelturm）
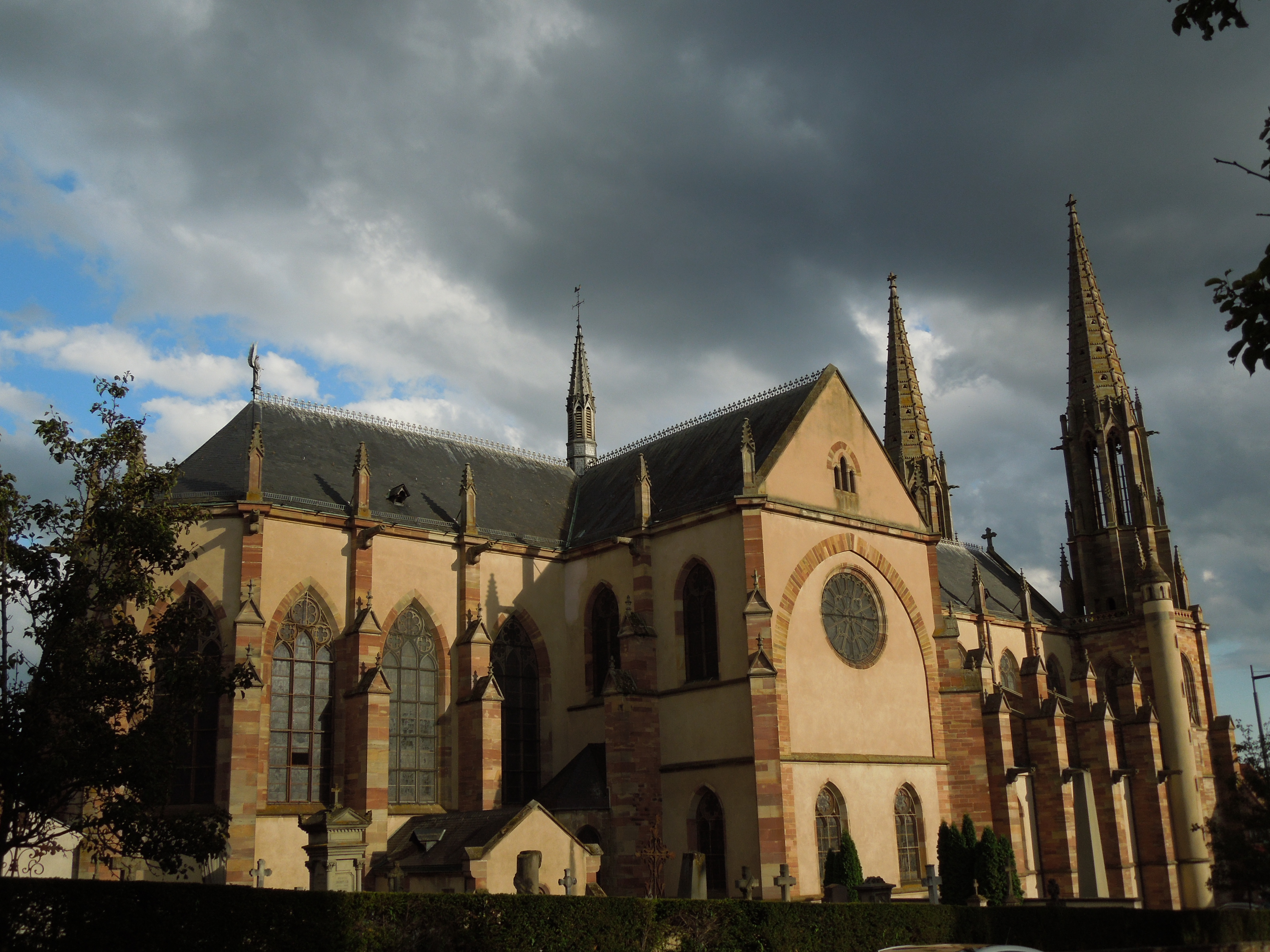
圣伯多禄和保罗教堂（法语：Église Saints-Pierre-et-Paul d'Obernai）
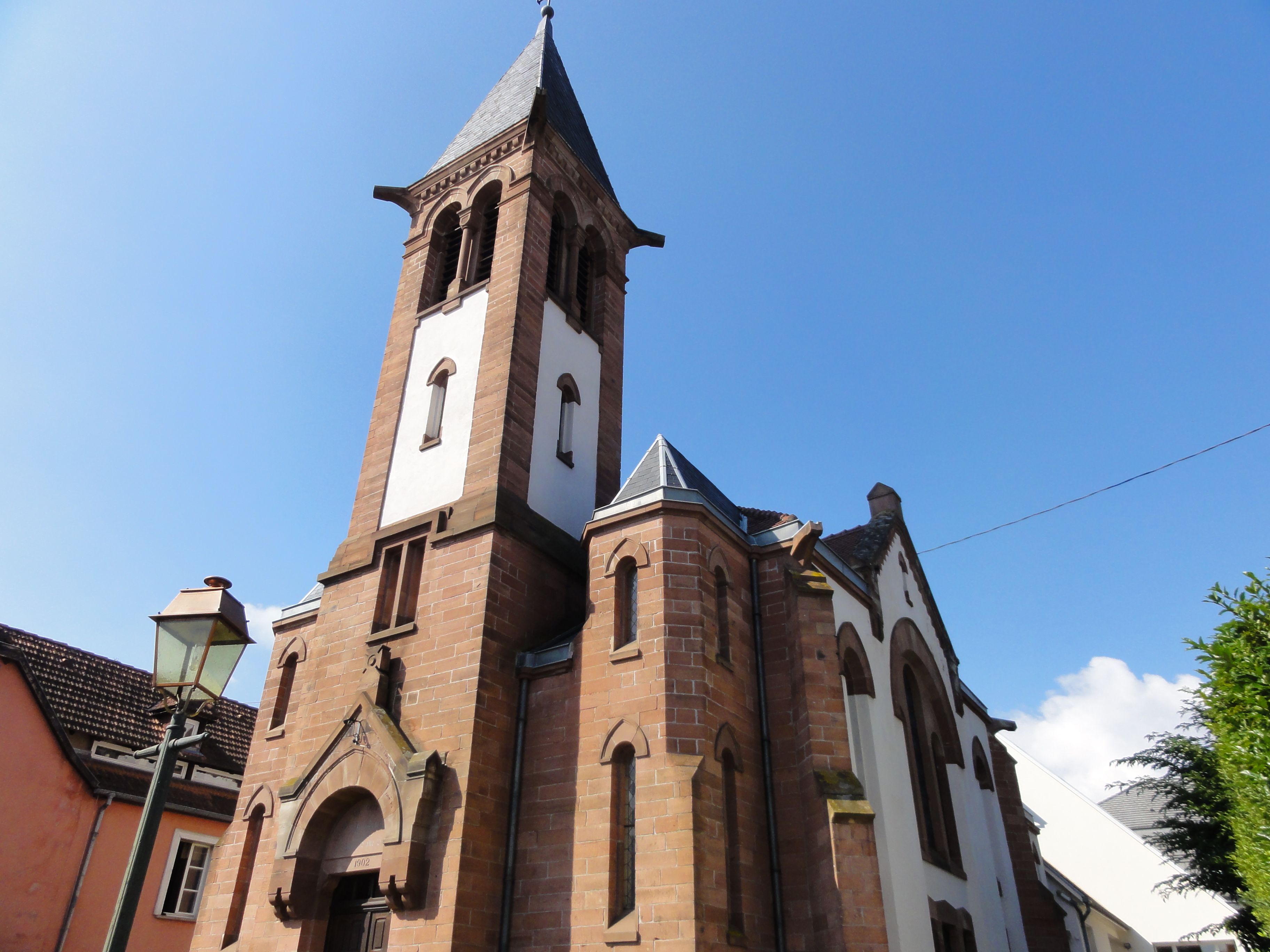
青年圣约翰教堂
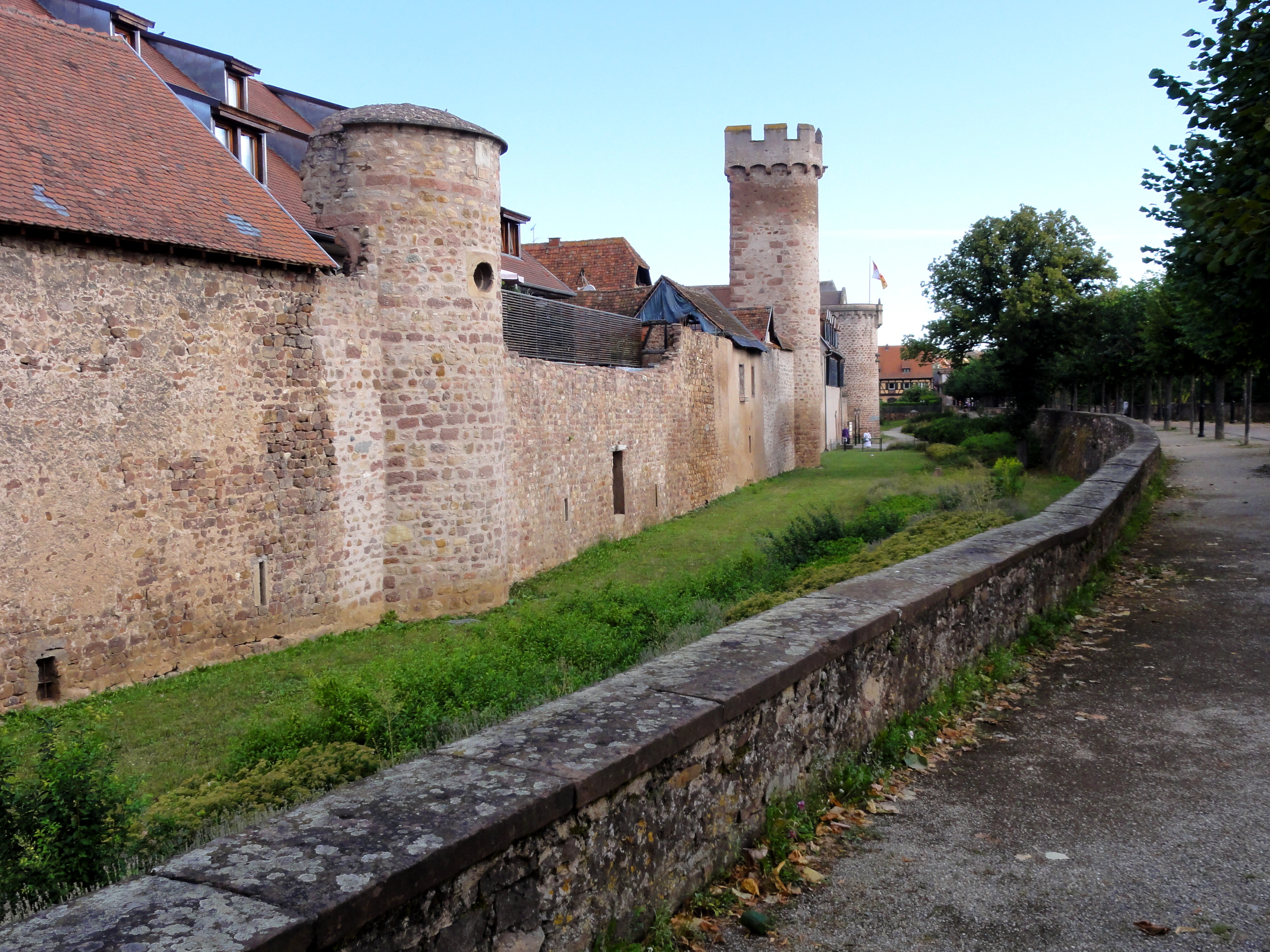
奥贝奈城墙（法语：Remparts d'Obernai）
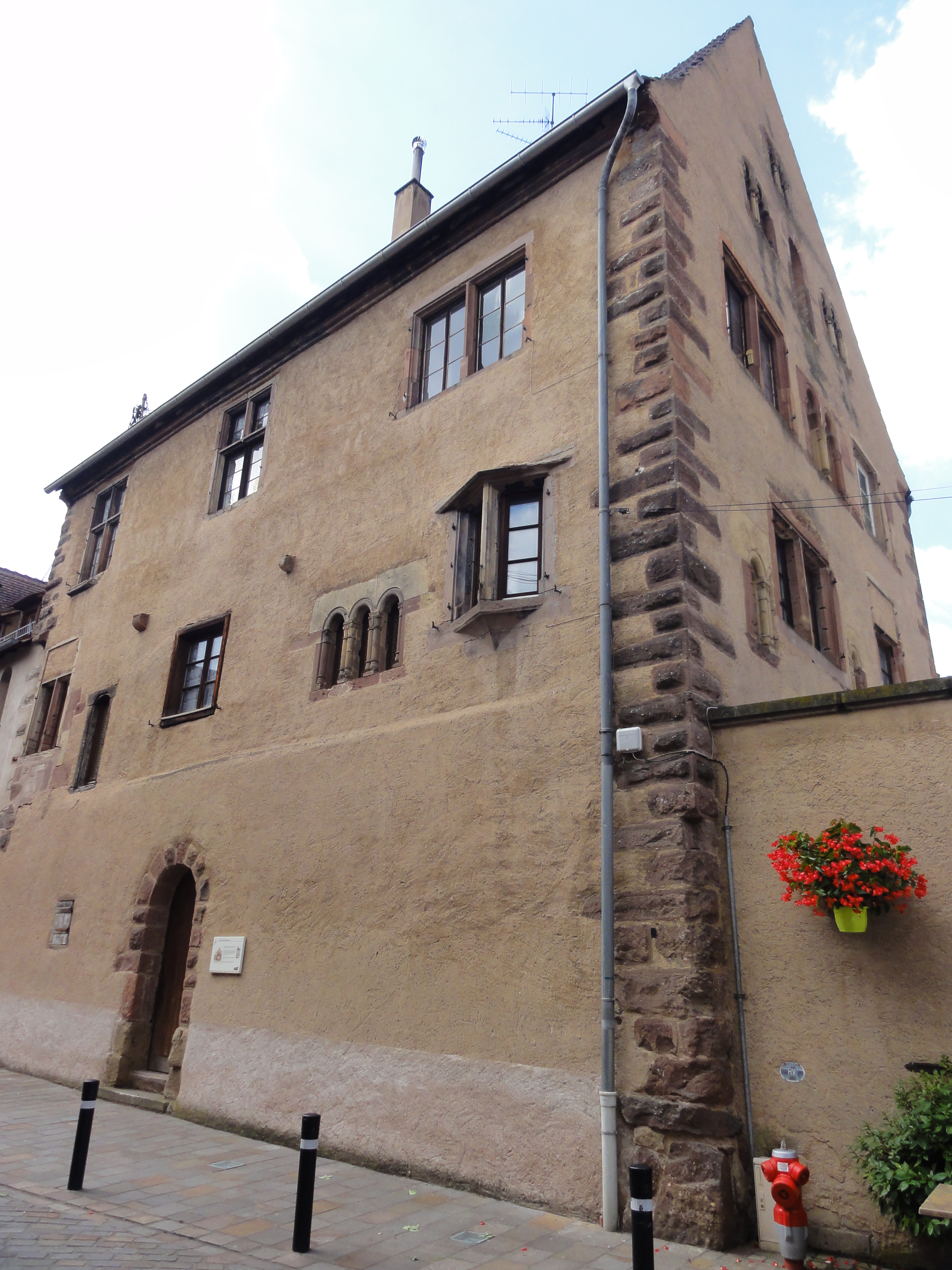
领主庄园
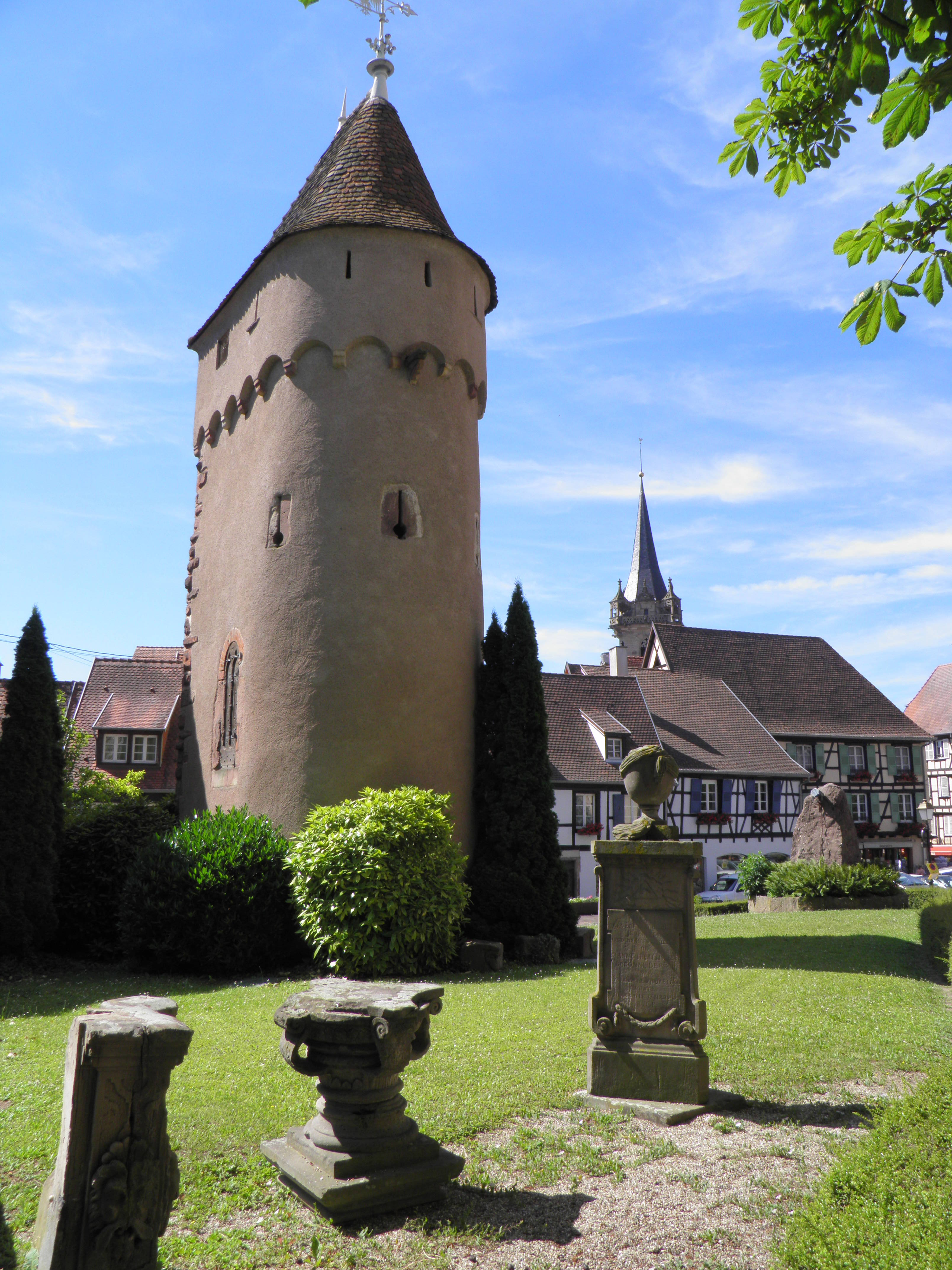
碉楼
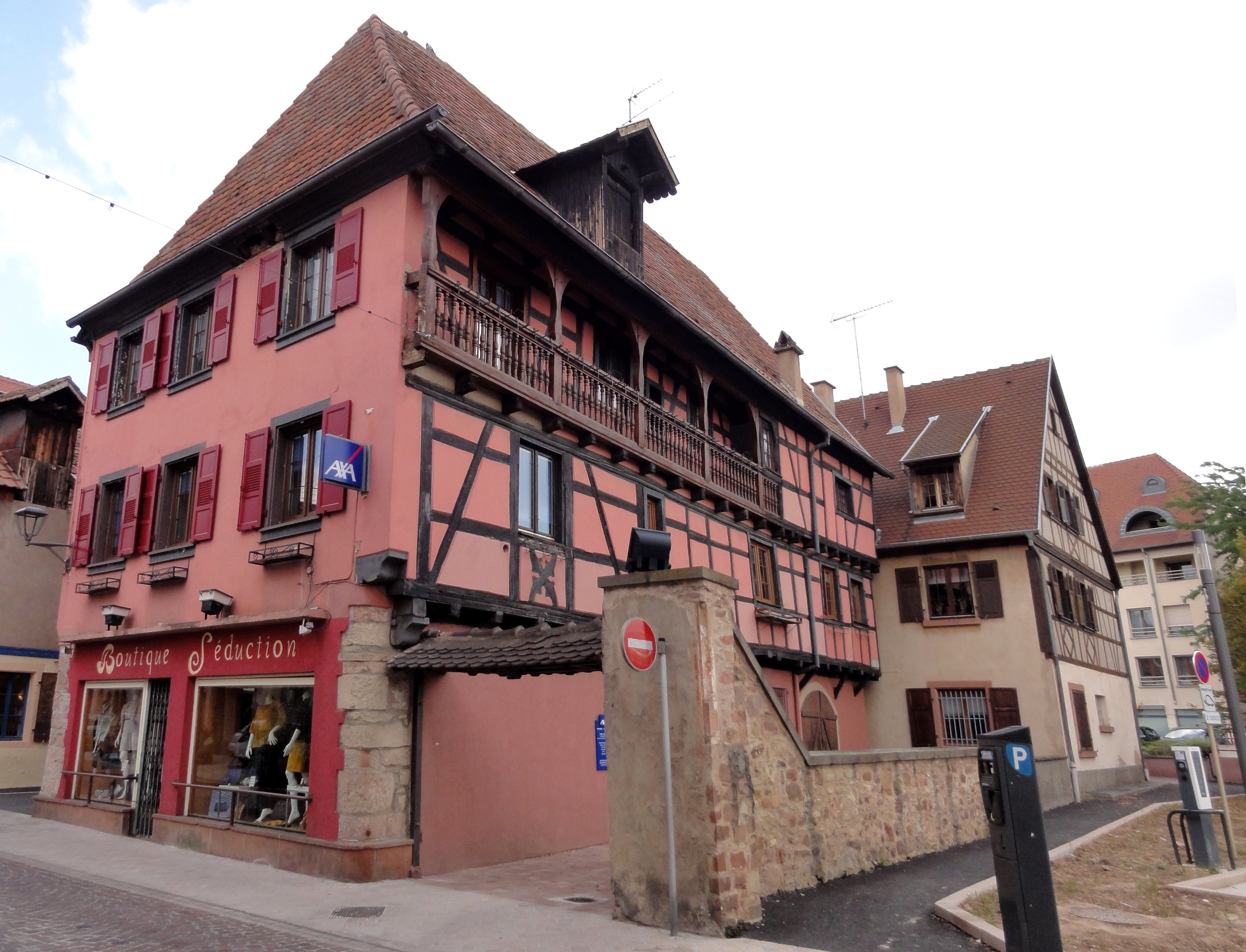
传统民居

### 旅游
奥贝奈的旅游事务由其所属的圣奥迪尔地区市镇公共社区负责。2021年，奥贝奈境内共有11家酒店共计404间房间；另有1个露营地，可容纳共150辆露营车。

### 媒体
法国主要的媒体均可在奥贝奈接收，法国电视三台下属的大东部大区频道在部分时段播出奥贝奈所属区域的地方新闻。

## 相关人物
阿尔萨斯人类学家托马斯·穆内、法国将军尼古拉·莱奥纳尔·巴热尔、作家勒内·希克勒、数学家夏尔·皮索和足球运动员吕多维克·让内尔出生于奥贝奈。
法国化学家让-马里·莱恩曾在奥贝奈读高中。

## 友好城市
截至2022年1月，奥贝奈共与两座城市互为友好城市关系：
- 德国 根根巴赫
- 瑞士 皮利